# Nathalie von Siebenthal
Pour les articles homonymes, voir Von Siebenthal.
Nathalie von Siebenthal, née le 30 septembre 1993 à Lauenen, est une fondeuse suisse. Ses meilleurs résultats sont des places de sixième sur les épreuves du dix kilomètres libre et du skiathlon des Jeux olympiques de 2018 à Pyeongchang et une quatrième place de la même épreuve aux Mondiaux 2017.

## Carrière
Membre du club Turbach-Bissen, elle dispute sa première course junior en 2008 et la remporte. Ses expériences en junior sont le Festival olympique de la jeunesse européenne en 2011 et les championnats du monde junior en 2013.
Elle fait ses débuts en Coupe du monde en décembre 2013 à Davos. Elle marque son premier point lors de sa troisième course un an plus tard. Elle court ensuite le Tour de ski qu'elle achève au 17e rang. Lors des Mondiaux des moins de 23 ans 2015, à Almaty au  Kazakhstan, elle remporte la médaille de bronze du dix kilomètres en style libre puis remporte le titre du skiathlon quelques jours plus tard,. Elle dispute ensuite les championnats du monde de Falun.  Elle termine sixième du dix kilomètres libre.
Le 26 septembre 2015, elle remporte l'Humani'Trail, une compétition de trail aux Diablerets, dans la catégorie femmes en 2 h 56 min 47 s.
En janvier 2016, elle obtient son premier top 10 en Coupe du monde avec une septième place au dix kilomètres libre de Nové Město.
Lors des championnats du monde de Lahti, elle termine à la quatrième du skiathlon, remportant le sprint d'un groupe de quatre poursuivantes, dont la Norvégienne Heidi Weng. C'est le meilleur résultat pour une fondeuse suisse dans des mondiaux depuis Evi Kratzer lors des mondiaux 1987. Elle est la troisième relayeuse du relais suisse, également composé de Laurien van der Graaff, Nadine Fähndrich et Seraina Boner, qui termine septième. Lors du trente kilomètres, elle figure longtemps dans le groupe de tête, prenant même la tête vers le vingtième kilomètres, avant de craquer vers la fin, perdant 1 minute 20 en environ quatre kilomètres et demi, terminant finalement à la onzième place.
Après un début de saison en coupe FIS, elle dispute sa première course de la coupe du monde 2017-2018 lors du Ruka triple où elle réalise le sixième de temps de la dernière course, pour terminer à la 30e place du classement général. À Lillehammer, elle termine à la quinzième place du skiathlon. Elle obtient son meilleur résultat de ce début de saison à Davos où elle termine à la cinquième place d'un dix kilomètres classique remporté par la Norvégienne Ingvild Flugstad Oestberg. Lors du tour de ski, elle obtient une huitième place du dix kilomètres classique de Lenzerheide. À Oberstdorf, elle obtient la quatrième place de la course en ligne disputée sur une distance de dix kilomètres en style libre, son meilleur résultat en coupe du monde. Neuvième de la course suivante, un dix kilomètres mass-start en style classique à Val di Fiemme, ce qui la place également en neuvième position du classement du tour, elle franchit la ligne d'arrivée finale au sommet de l'Alpe Cemis en huitième position, à 4 min 56 s de la vainqueure Heidi Weng. Elle participe ensuite aux épreuves de Seefeld où elle termine neuvième d'un dix kilomètres libre départ en ligne.
Pour la première épreuve des Jeux olympiques de Pyeongchang, elle termine à la sixième place du skiathlon remporté par Charlotte Kalla, à sept secondes de la troisième place. Elle termine ensuite sixième du dix kilomètres disputé en style libre, course remportée par la Norvégienne Ragnhild Haga devant Charlotte Kalla. Septième avec le relais suisse, elle termine les Jeux par une 22e place lors du trente kilomètres. Son meilleur résultat sur la fin de saison est une 17e place lors du trente kilomètres d'Oslo. Elle termine à la 17e place du classement général de la coupe du monde.
Lors de la saison 2018-2019, elle obtient pour la première fois une place dans le Top 10 lors de l'étape de Toblach sur le tour de ski, après avoir totalement ruiné la veille ses chances dans la compétition par une 46e place du sprint par un mauvais choix de ski. Elle termine finalement le tour de ski à la quinzième place. Courant janvier, elle remporte deux courses FIS à Sparenmoos et une troisième place à Engelberg, toujours en FIS. Lors des Mondiaux 2019 de Seefeld, elle termine 18e du skiathlon, dixième avec le relais suisse et finit sa compétition par une septième place lors du trente kilomètres, disputé en style libre. Le dimanche suivant les mondiaux, elle remporte le marathon de l'Engadine pour sa première participation à l'épreuve.
En octobre 2019, après deux saisons marquées par des problèmes de motivation, elle met un terme à sa carrière.

## Palmarès

### Jeux olympiques d'hiver
| Édition / Épreuve   | Sprint                           | Sprint    | 10 km | 10 km                            | Skiathlon 2 × 7,5 km | 30 km | Relais | Relais   |
| Édition / Épreuve   | libre                            | classique | libre | classique                        | Skiathlon 2 × 7,5 km | 30 km | Sprint | 4 × 5 km |
| JO 2018 Pyeongchang | Épreuve inexistante à cette date | —         | 6e    | Épreuve inexistante à cette date | 6e                   | 22e   | —      | 7e       |

Légende :
- : pas d'épreuve
- — : Non disputée par von Siebenthal

### Championnats du monde
| Édition / Épreuve     | Sprint                           | Sprint                           | 10 km                            | 10 km                            | Skiathlon 2 × 7,5 km | 30 km | Relais | Relais   |
| Édition / Épreuve     | libre                            | classique                        | libre                            | classique                        | Skiathlon 2 × 7,5 km | 30 km | Sprint | 4 × 5 km |
| Mondiaux 2015 Falun   | Épreuve inexistante à cette date | —                                | 6e                               | Épreuve inexistante à cette date | 22e                  | 23e   | —      | —        |
| Mondiaux 2017 Lahti   | —                                | Épreuve inexistante à cette date | Épreuve inexistante à cette date | 30e                              | 4e                   | 11e   | —      | 7e       |
| Mondiaux 2019 Seefeld | —                                | Épreuve inexistante à cette date | Épreuve inexistante à cette date | —                                | 18e                  | 7e    | —      | 10e      |

Légende :
- : pas d'épreuve
- — : Non disputée par Nathalie von Siebenthal

### Coupe du monde
- Meilleur classement général : 18e en 2016.
- Meilleur résultat individuel : 7e.

#### Classements détaillés
| Saison / Épreuve | Saison / Épreuve | Général | Général | Distance | Distance | Sprint | Sprint | Tour de ski depuis 2007 | Finales depuis 2008 Ski Tour Canada depuis 2016 | Nordic Opening depuis 2011 |
| ---------------- | ---------------- | ------- | ------- | -------- | -------- | ------ | ------ | ----------------------- | ----------------------------------------------- | -------------------------- |
| Saison / Épreuve | Saison / Épreuve | Class.  | Points  | Class.   | Points   | Class. | Points | Tour de ski depuis 2007 | Finales depuis 2008 Ski Tour Canada depuis 2016 | Nordic Opening depuis 2011 |
| 2014-2015        | 2014-2015        | 48e     | 131     | 38e      | 75       | -      | -      | 17e                     | Épreuve inexistante à cette date                | -                          |
| 2015-2016        | 2015-2016        | 18e     | 518     | 12e      | 355      | 62e    | 7      | 15e                     | 13e                                             | 25e                        |
| 2016-2017        | 2016-2017        | 17e     | 460     | 13e      | 304      | 59e    | 16     | 8e                      | 25e                                             | 35e                        |
| 2017-2018        | 2017-2018        | 17e     | 472     | 12e      | 334      | 66e    | 8      | 8e                      | 31e                                             | 30e                        |
| 2018-2019        | 2018-2019        | 28e     | 271     | 17e      | 182      | 58e    | 13     | 15e                     | 40e                                             | 25e                        |

### Championnats du monde des moins de 23 ans
| Édition / Épreuve               | Sprint                           | Sprint                           | 10 km                            | 10 km                            | Skiathlon 2 × 7,5 km |
| Édition / Épreuve               | libre                            | classique                        | libre                            | classique                        | Skiathlon 2 × 7,5 km |
| Mondiaux M23 2014 Val di Fiemme | 31e                              | Épreuve inexistante à cette date | Épreuve inexistante à cette date | 11e                              | 8e                   |
| Mondiaux M23 2015 Almaty        | Épreuve inexistante à cette date | 22e                              | Médaille de bronze, monde        | Épreuve inexistante à cette date | Médaille d'or, monde |

Légende :
- : première place, médaille d'or
- : troisième place, médaille de bronze
- : pas d'épreuve
- — : Non disputée par Nathalie von Siebenthal

### Championnats du monde junior
| Édition / Épreuve            | Sprint                           | Sprint    | 5 km  | 5 km                             | Skiathlon 2 × 5 km |
| Édition / Épreuve            | libre                            | classique | libre | classique                        | Skiathlon 2 × 5 km |
| Mondiaux junior 2013 Liberec | Épreuve inexistante à cette date | 33e       | 25e   | Épreuve inexistante à cette date | 21e                |

Légende :
- : pas d'épreuve
- — : Non disputée par Nathalie von Siebenthal

### Coupe OPA
- 2 podiums, dont 1 victoire.

### Championnats de Suisse
- Championne sur la poursuite en 2014.
- Championne sur le cinq kilomètres libre en 2015.
- Championne sur le cinq kilomètres classique en 2016.